# Tectiphiala ferox
Espèce
Statut de conservation UICN

 CR A1ac+2ce, B1+2e, C1+2ab, D : 
En danger critique
Tectiphiala ferox, ou Palmiste Bouclé, est une espèce de plantes du genre monospécifique Tectiphiala de la famille des Arecaceae  (Palmae). Ce Palmier est endémique de l'île Maurice. Il est menacé par la perte de son habitat naturel.  
Cette espèce demeure dans les hautes terres de l'île Maurice, se situant entre 570 et 650 m.  
Mais c'est un palmier en danger critique d'extinction ; sa régénération est entravée par l'invasion de mauvaises herbes exotiques, par le tourisme, mais aussi par la prédation de ses graines.  

## Position dans lasystématique
- Famille des Arecaceae
  - Sous-famille des Arecoideae
    - Tribu des Areceae
      - Sous-tribu des Oncospermatinae

Il partage sa sous-tribu avec 8 autres genres : Deckenia, Acanthophoenix, Roscheria, Oncosperma, Verschaffeltia, Phoenicophorium, Nephrosperma et Normanbya